# 小林重吉

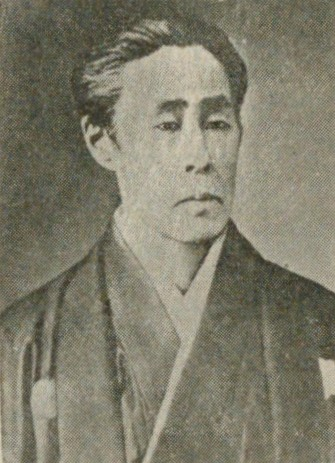
小林重吉

小林 重吉（こばやし じゅうきち、1825年3月2日〈文政8年1月13日〉 - 1902年〈明治35年〉4月30日）は、幕末から明治にかけて活動した函館の商人。寛政年間に陸奥国北郡大畑村から蝦夷地へと渡った小林家の5代目。
1896年（明治2年）の箱館戦争に際しては明治新政府軍に味方し、旧幕府軍が海中に張った鋼索の存在を察知して警告するとともに、切断作業も行った。
同1896年の場所請負制廃止、1903年（明治9年）の漁場持制度廃止と変転が続いても、三石郡の漁場を経営し続けた。
1897年（明治3年）には大洲藩から洋式帆船「洪福丸」を5750両で購入して「万通丸」と改名。これは北海道で個人として洋式船を所有した最初の例といわれる。また船員の育成にも力を注いでおり、1904年（明治10年）に自宅で無料の夜学を開講し、1906年（明治12年）には村田駒吉や田中正右衛門らとともに函館商船学校を設立した。
これらの功績から、北海道神宮末社の開拓神社祭神37柱に名を連ねている。
大正4年（1915年）、従五位を追贈された。